# Союз молодых коммунистов Кубы
Союз молодых коммунистов (исп. Unión de Jóvenes Comunistas, UJC) — молодежная организация Коммунистической партии Кубы. Членство является добровольным и селективным, насчитывает более 600 000 активных членов. Его логотип состоит из стилизованного изображения Хулио Антонио Мельи, Камило Сьенфуэгоса и Че Гевары. Девиз — «Estudio, Trabajo, Fusil» ("Учёба, Труд, Винтовка").

## История
Союз молодых коммунистов был основан вместе с Коммунистической партией Кубы в 1962 году.